# Монополи
 Тази статия е за настолната игра.  За италианския град вижте Монополи (Италия).  
Моно̀поли (на английски: Monopoly) е настолна игра с икономическа тематика. В нея играчите хвърлят два зара (или един допълнителен специален червен зар) и се придвижват по игралното поле, купуват и разменят имоти и ги развиват с къщи и хотели. Играчите събират наем от противниците си и целят да ги докарат до фалит. Пари могат да се печелят или губят и чрез картите Шанс и Банка, както и чрез полета с данъци. При всяко преминаване през старт играчите получават заплата, а могат да попаднат и в затвора, откъдето не могат да се движат, докато не изпълнят едно от три условия. Съществуват домашни правила, стотици различни издания, много разклонения и свързани медийни продукти.
Монополи се превръща в част от международната популярна култура, като е лицензирана локално в над 113 държави и е отпечатана на повече от 46 езика. Към 2015 г. се изчислява, че по света са продадени 275 милиона копия на играта. Имотите в оригиналното игрално поле носят имената на места в и около Атлантик Сити, Ню Джърси.
Играта носи името на икономическото понятие монопол — доминация на пазара от един-единствен субект. Произлиза от играта Играта на хазяина (The Landlord's Game), създадена през 1903 г. в САЩ от Лизи Мейджи като начин да се демонстрира, че икономика, която възнаграждава отделните хора, е по-добра от такава, в която монополите държат цялото богатство. Играта също така служи за популяризиране на икономическите теории на Хенри Джордж — особено неговите идеи за данъчното облагане. Играта на хазяина първоначално има два набора правила — един с данъци и друг, на който са базирани настоящите правила. Паркър Брадърс за първи път издава Монополи през 1935 г. Впоследствие компанията е погълната от Хасбро през 1991 г.

## История

### Ранна история
Историята на Монополи може да се проследена до 1903 г., когато американската антимонополистка Лизи Мейджи създава игра, наречена Играта на хазяина, която има за цел да обясни теорията за единния данък на Хенри Джордж, изложена в неговата книга Прогрес и бедност. Тя я замисля като образователно средство, което да илюстрира негативните аспекти на концентрацията на земя в частни монополи. През 1904 г. получава патент за играта, а от 1906 г. започва да я публикува самостоятелно.
Мейджи създава два набора правила: антимонополистичен, в който всички печелят, когато се създава богатство, и монополистичен, в който целта е да се създадат монополи и да се унищожат противниците.
В периода 1906–1930 г. се разработват няколко варианта на настолната игра, базирани на концепцията ѝ. Те включват както процеса на закупуване на земя за нейното развитие, така и продажбата на неизползвани имоти. Добавени са картонени къщи, а наемите се увеличават с тяхното поставяне върху имот. Мейджи патентова играта отново през 1923 г.
Според реклама, публикувана в Крисчън Сайънс Монитор, Чарлз Тод от Филаделфия си спомня деня през 1932 г., когато неговата приятелка от детството Естър Джоунс и съпругът ѝ, Чарлз Дароу, дошли на вечеря в дома му. След храненето семейство Тод запознават Дароу с Играта на хазяина, която те играят няколко пъти. Играта е напълно нова за Дароу, който иска от Тод писмен набор от правила. След тази вечер той започва да я използва, за да разпространява играта самостоятелно като Монополи. Дароу използва маслен плат, за да създаде игрално поле, което сега е в колекцията на музей след наддаване от 146 500 долара на търг през 2010 г.
Компанията Паркър Брадърс купува авторските права за играта от Дароу. Когато компанията разбира, че Дароу не е единственият изобретател на играта, тя закупува правата върху патента на Мейджи за 500 долара.
Паркър Брадърс започва да предлага играта на 5 ноември 1935 г. Карикатуристът Ф. О. Александър допринася за дизайна. Американският патентен номер US 2026082 A е издаден на Чарлз Дароу на 31 декември 1935 г. за дизайна на игралното поле и е прехвърлен на Паркър Брадърс. Оригиналната версия на играта в този формат е базирана на улиците на Атлантик Сити, Ню Джърси.

### 1936–1970
През 1936 г. Паркър Брадърс започва да лицензира играта за продажба извън Съединените щати. През 1941 г. МИ6 наема Уадингтънс, лицензиран производител на играта във Великобритания, да създаде специално издание за военнопленници от Втората световна война, държани от нацистите. Вътре в тези игри се крият карти, компаси, истински пари и други предмети, полезни за бягство. Те се разпространяват на затворниците чрез фалшиви благотворителни организации, създадени от тайната служба.

### 1970–1980-те
Професорът по икономика Ралф Анспах публикува играта Анти-Монополи през 1973 г. През 1974 г. той е съдебно преследван за нарушаване на търговска марка от Паркър Брадърс. Делото достига до съдебен процес през 1976 г. Анспах печели на през 1979 г., след като Деветият апелативен съд определя, че търговската марка Монополи е общо наименование и следователно не може да се прилага. Върховният съд на Съединените щати отказва да разгледа делото, което оставя в сила решението на апелативния съд. Това решение е отменено с приемането на Публичен закон 98-620 през 1984 г. С влизането в сила на този закон Паркър Брадърс и неговата компания майка Хасбро продължават да притежават валидни търговски марки за играта Монополи. Въпреки това, играта Анти-Монополи е изключена от закона и Анспах по-късно постига споразумение с Хасбро и пуска играта си на пазара под техен лиценз.

### Собственост наХасбро
През 1991 г. Хасбро придобива Паркър Брадърс и по този начин правата върху Монополи. Преди придобиването от Хасбро, Паркър Брадърс действа като издател, като издава само две версии наведнъж – обикновена и луксозна. Хасбро започва да създава и лицензира много други версии на Монополи и търси обществено мнение за вариации на играта. Ново поколение лицензирани продукти започва през 1994 г., когато Хасбро предоставя лиценз на USAopoly да започне публикуването на издание на Сан Диего на Monopoly, което впоследствие е последвано от над сто други лицензополучатели, включително Уининг Мувс Геймс (през 1995 г.) и Уининг Солюшънс (през 2000 г.) в Съединените щати.
Компанията организира национален турнир на специално нает влак, който пътува от Чикаго до Атлантик Сити през 2003 г. Същата година Хасбро съди производителя на Гетополи за нарушение на търговски марки и авторски права и печели делото. През февруари 2005 г. компанията съди Радгеймс за тяхната игра – аксесоарна дъска, която се поставя в центъра на стандартната дъска. Съдията първоначално издава заповед на 25 февруари 2005 г. за спиране на производството и продажбите, но през април 2005 г. постановява решение в полза на Радгеймс.
През януари 2017 г. Хасбро кани потребителите в интернет да гласуват за нов комплект игрални фигурки, като новата обикновена версия е планирана за издаване през март 2017 г.
През март 2021 г. Хасбро обявява планове за обновяване на картите Банка, като създава нови версии, които са по-социално ангажирани, и кани феновете на играта да участват в гласуването. През април 2022 г. компанията организира още едно гласуване, този път за възстановяване на една от по-рано премахнатите фигурки, като замества съществуваща. В резултат на гласуването през есента на 2022 г. напръстникът се връща в играта, а тиранозавър Рекс е премахнат.
На 7 януари 2025 г. Хасбро обявява цялостно обновление на играта, планирано за издаване същата година. Обновлението включва нова квадратна форма на кутията, модернизирана тава за банкера и увеличаване на фигурките с около 20%.

## Дъска
Игралната дъска на Монополи се състои от четиридесет полета, съдържащи двадесет и осем имота – двадесет и две улици (групирани в осем различни цветови групи), четири железопътни линии и две комунални услуги – три полета за шанс, три полета за банка, поле за данък върху лукса, поле за данък върху доходите и четирите ъглови полета: старт, в затвора / просто на посещение, безплатен паркинг и влез в затвора.